# Standaardtijd (arbeid)
Standaardtijd is een begrip binnen arbeid- of tijdstudies, het is de tijd die nodig is voor een persoon om een bepaalde taak of handeling uit te voeren aan een opgelegd werktempo. Hierin zijn toeslagen opgenomen die de persoon extra tijd geven rekening houdend met vermoeidheid en persoonlijke noden. Deze toeslagen zijn niet enkel afhankelijk van de werkinhoud zelf, maar ook van de omstandigheden waarin gewerkt moet worden (zoals lawaai, extreme hitte, gevaarlijke omgeving, etc.).

## Berekeningswijze
De standaardtijd is het product van de volgende drie factoren.
- De tijd nodig om de taak uit te voeren
- Het tempo waaraan de persoon werkt (in procent).
- Een toeslagfactor